# Turkmen Bey
 (mars 2020).
Si vous disposez d'ouvrages ou d'articles de référence ou si vous connaissez des sites web de qualité traitant du thème abordé ici, merci de compléter l'article en donnant les références utiles à sa vérifiabilité et en les liant à la section « Notes et références ».
Tukmen Bey (en arabe : تركمان باي), né vers 1111 et mort vers 1176. Il est le père d'Hayme Hatun, qui est la mère d'Ertuğrul, qui est à son tour le père d'Osman Ier, le fondateur de l'Empire ottoman.

## Biographie

Logo de la tribu Dodurga de Turkmen Bey.

Turkmen Bey s'est marié et il a eu un fils nommé Korkut Bey et une fille, Hayme Hatun, cette dernière est la mère d'Ertuğrul, qui est le père d'Osman Ier, le fondateur de l'Empire ottoman.
Turkmen Bey, été le chef de la tribu turc, Dodurga des Oghuz.
Il est mort vers 1176, son fils Korkut Bey lui succède à la tète de sa tribu.